# Call of the Wild (album Powerwolfa)
Call of the Wild – album studyjny niemieckiego zespołu power i heavymetalowego Powerwolf, wydany 16 lipca 2021 roku przez Napalm Records.

## Lista utworów
1. "Faster Than the Flame"
2. "Beast of Gévaudan"
3. "Dancing with the Dead"
4. "Varcolac"
5. "Alive or Undead"
6. "Blood for Blood (Faoladh)"
7. "Glaubenskraft"
8. "Call of the Wild"
9. "Sermon of Swords"
10. "Undress to Confess"
11. "Reverent of Rats"

## Wykonawcy
- Attila Dorn – śpiew
- Matthew Greywolf – gitara elektryczna
- Charles Greywolf – gitara basowa
- Falk Maria Schlegel – instrumenty klawiszowe
- Roel van Helden – perkusja